# Ocularia grisea
Ocularia grisea är en skalbaggsart som beskrevs av Stefan von Breuning 1958. Ocularia grisea ingår i släktet Ocularia och familjen långhorningar. Inga underarter finns listade i Catalogue of Life.